# Der Drachenflieger
Der Drachenflieger (engl. The Kite Rider) ist ein Historischer Roman für Jugendliche  der britischen Autorin Geraldine McCaughrean, der 2003 erstmals in deutscher Übersetzung durch Klaus Weimann im Verlag Beltz & Gelberg veröffentlicht wurde. Es war 2004 für den deutschen Jugendliteraturpreis nominiert. In England gewann das Buch den Nestlé Smarties Book Prize 2001 und stand auf der Shortlist zum Angus Book Award 2002. Weitere Preise waren die Aufnahme in die Jahresbestenliste 2002 des School Library Journal, Notable Children’s Trade Book in the Field of Social Studies (NCSS/CBC), ALA Best Book for Young Adults, Horn Book Fanfare,  ALA Notable Children’s Book, Parent's Guide to Children’s Media Award und New York Public Library Books for the Teen Age.

## Handlung
Die Handlung ist im China des 13. Jahrhunderts angesiedelt. 1281 befindet sich China unter der Fremdherrschaft der Mongolen unter Kublai Khan, der die Sung-Dynastie vertrieben hat. Gou Haoju erlebt als Zwölfjähriger mit, wie sein Vater Gou Pei im Hafen von Dagu gezwungen wird, den Wind „zu prüfen“. Er wird dabei auf Befehl des ersten Maats Di Chou an einen Drachen gebunden und in die Höhe geschickt. So soll er den Wind und das Wohlwollen der Götter für die Reise der Chabi erkunden. Bei dieser Prüfung stirbt er. Gou Haojo muss nun für den Unterhalt seiner Familie sorgen. Dabei muss er sich auch den Machenschaften seines betrügerischen Großonkels Bo erwehren, der mitverantwortlich für den Tod des Vaters zu sein scheint. Außerdem soll seine Mutter Qing'an auf Betreiben Bos ausgerechnet Di Chou heiraten, der ausschlaggebend für den tödlichen Unfall seines Vaters war. Dank einer List gelingt es Gou Haoju jedoch Di Chou auf See zu schicken, sodass die Heirat verhindert werden kann. Haoju wird selbst Drachenflieger und arbeitet bald im Wanderzirkus des Großen Miao, der jedoch hinter seiner freundlichen Fassade eventuell ein Komplott gegen den Großkhan schmiedet, bei dem er Haojus Künste ausnützen möchte. Einer der Höhepunkt der Geschichte ist ein gefährlicher Taifun, der den Jungen fast das Leben kostet und die Invasions-Flotte des Kublai Khan gegen Japan vernichtet.

## Ausgaben
- Geraldine McCaughrean: The Kite Rider. (Oxford University Press, 2001), HarperTeen, 2. Ed. 2003, ISBN 978-0-06-441091-5
- Geraldine McCaughrean: Der Drachenflieger. Beltz und Gelberg, Weinheim/Basel 2003, ISBN 978-3-89106-426-9.

## Rezensionen
- „Ein erzählerisches Meisterwerk.“ (The Times)
- „Ein wunderbarer Roman, der dem Leser einen Blick in eine ganz andere Welt ermöglicht.“ (The Guardian)[4]
- „It snatches you up from the first chapter [...] beautiful and compulsive.“ (Sunday Times)[5]